# Attentati del 21 aprile 2019 nello Sri Lanka
Gli attentati del 21 aprile 2019 nello Sri Lanka sono stati una serie di attentati terroristici che hanno colpito 3 chiese, 4 alberghi di lusso e un complesso residenziale nello Sri Lanka, nel giorno in cui è stata celebrata la Pasqua cristiana, il 21 aprile 2019.
I responsabili sono stati, secondo le autorità locali, 7 cittadini srilankesi associati alla Thowheeth Jama'ath nazionale (letteralmente: Organizzazione Monoteista Nazionale; NTJ), un'organizzazione terroristica jihādista locale.
Il ministro della difesa srilankese Ruwan Wijewardene ha sostenuto che gli attentati di Pasqua siano stati una reazione alla strage di Christchurch, avvenuta il 15 marzo 2019 a Christchurch, in Nuova Zelanda, anche se questa rimane un'ipotesi non accreditata.

## Attentati
Durante le celebrazioni della Pasqua cristiana una serie di attacchi suicidi ha colpito i principali luoghi di culto cristiani del paese, dove veniva celebrata la liturgia, e in seguito diversi alberghi di lusso nella capitale commerciale ed economica dello Sri Lanka, Colombo.
La prima esplosione è avvenuta presso il santuario di Sant'Antonio, nel sobborgo di Kotahena, poco lontano da Colombo. La seconda esplosione ha colpito la chiesa di San Sebastiano di Negombo, causando circa un centinaio di morti. La vicinanza della chiesa al principale aeroporto del paese, l'aeroporto internazionale Bandaranaike, ha provocato l'aumento della sicurezza nella struttura. Una terza esplosione ha colpito la Chiesa di Sion, evangelicale, a Batticaloa, provocando 27 morti.
Intorno alle 8:57 tre alberghi di lusso di Colombo sono stati colpiti da altrettante esplosioni: lo Shangri-La Hotel, il Cinnamon Grand Hotel e il The Kingsbury, seguite da un'altra esplosione presso la Tropical Inn, una guest house di Dehiwala.
Durante le ricerche della polizia, intorno alle 15:20, il settimo e ultimo kamikaze esplode presso un complesso residenziale di Dematagoda, uccidendo 3 poliziotti e 2 civili.
Erano inoltre state programmate altre due esplosioni: una con un ordigno esplosivo improvvisato presso l'aeroporto Bandaranaike, disinnescato dall'aeronautica militare srilankese, e un'altra presso il Dr. Neville Fernando Hospital di Malabe, a circa 10 km da Colombo.
Il giorno seguente sono state rinvenute anche altre 87 bombe presso la stazione autobus di Bastian Mawatha, nel sobborgo di Pettah.

## Vittime
Il conteggio iniziale delle vittime era di 215 morti, poi aggiornato il 22 aprile a 290 morti, per raggiungere nei giorni successivi il numero di 359 morti. Il 26 aprile il governo ha rivisto il bilancio, che è sceso a 253 vittime. .
Tra i morti ci sono stati anche Shantha Mayadunne, chef e personaggio televisivo cingalese, con sua figlia Nisanga, oltre a tre figli del principale azionista di ASOS.com, Anders Holch Povlsen.
| Nazione                  | Vittime |
| ------------------------ | ------- |
| Sri Lanka                | 207     |
| India                    | 12      |
| Cina                     | 6       |
| Regno Unito              | 6       |
| Danimarca                | 3       |
| Paesi Bassi              | 3       |
| Australia                | 2       |
| Arabia Saudita           | 2       |
| Spagna                   | 2       |
| Turchia                  | 2       |
| Regno Unito/ Stati Uniti | 2       |
| Stati Uniti              | 2       |
| Bangladesh               | 1       |
| Giappone                 | 1       |
| Portogallo               | 1       |
| Svizzera                 | 1       |
| Totale                   | 253     |

## Luoghi colpiti

### Chiese
- Santuario di Sant'Antonio (Kotahena)
- Chiesa di San Sebastiano (Negombo)
- Chiesa sionista (Batticaloa)

### Alberghi
- Shangri-La Hotel (Colombo)
- Cinnamon Grand Hotel (Colombo)
- The Kingsbury (Colombo)
- Tropical Inn (Dehiwala-Mount Lavinia)

### Altro
- Complesso residenziale (Dematagoda)

## Reazioni
Il ministero della Difesa srilankese ha imposto il coprifuoco per le ore 18:00, vietando temporaneamente l'uso dei social media, mentre il ministro dell'Educazione, Akila Viraj Kariyawasam, ha ordinato la chiusura delle scuole per i due giorni seguenti.
La Borsa di Colombo (CSE) ha annunciato la sospensione delle proprie attività per i giorni seguenti all'attentato.
Diverse condanne sono arrivate dal mondo politico srilankese, in particolare dal presidente della nazione, Maithripala Sirisena, dal primo ministro, Ranil Wickremesinghe e dal leader dell'opposizione, Mahinda Rajapaksa.
L'arcivescovo metropolita di Colombo, cardinal Malcolm Ranjith ha espresso cordoglio, annullando le celebrazioni pasquali previste nel pomeriggio di domenica. Anche papa Francesco, durante l'Urbi et Orbi presso San Pietro, ha espresso vicinanza al cardinale e alle famiglie delle vittime.

### Reazioni internazionali
Diversi leader internazionali hanno espresso cordoglio e vicinanza allo Sri Lanka. Israele ha offerto l'invio di aiuti umanitari per aiutare le autorità locali.
Cordoglio e condanna verso questi attentati sono arrivati da parte del mondo religioso, a partire da Olav Fykse Tveit, segretario generale del consiglio ecumenico delle Chiese, e Yousef Al-Othaimeen, segretario generale dell'organizzazione della cooperazione islamica, fino ai leader delle principali chiese cristiane: anglicana, chiesa di Gesù Cristo dei santi degli ultimi giorni, luterana e ortodossa.

### Commemorazioni
Sei anni dopo il Primo Ministro Harini Amarasuriya, in una dichiarazione per l'anniversario, ha dichiarato: "come governo, riaffermiamo il nostro impegno a garantire che giustizia sia fatta. Gli sforzi continui per indagare sugli attacchi e scoprire tutte le verità senza ostacoli o ritardi rimangono una priorità assoluta. Responsabilità, trasparenza e una giustizia autentica sono essenziali per onorare la memoria delle vittime e ripristinare la fiducia del pubblico".